# TopCC
Die TopCC AG mit Sitz in Gossau ist eine Schweizer Abholmarkt-Kette für Grossverbraucher. Sie ist eine Tochtergesellschaft der Spar Holding und betreibt in der Deutschschweiz elf Cash-and-Carry-Märkte für Gastronomie-, Handels- und Privatkunden.

## Geschichte
Der erste Abholmarkt des Familienunternehmens wurde 1966 in Hendschiken eröffnet. Im Jahr 2000 wurden anlässlich einer Neustrukturierung der bisherigen Geschäftsaktivitäten der Familie Leuthold die Abholmärkte in die neu gegründete TopCC vereint. 2012 erwirtschaftete das Unternehmen mit rund 410 Mitarbeitern einen Umsatz von 310 Millionen Schweizer Franken. Durch die konsequente Expansion in den letzten Jahren, welche die Eröffnung von fünf neuen Abholmärkten seit dem Jahr 2006 beinhaltete, ist es der TopCC AG gelungen, zur Nummer zwei im Schweizer Abholgrosshandel aufzusteigen.
Differenzierungsmerkmale der TopCC AG gegenüber anderen Abholmarkt-Ketten in der Schweiz sind die längeren Öffnungszeiten, die im schweizerischen Abholgrosshandel einzigartige bediente Metzgerei, die Möglichkeit, in den entsprechenden Filialen professionelle Beratung bei der Weinauswahl durch einen Weinfachberater zu erhalten, sowie die Attraktivität der Abholmärkte, die durch Investitionen in den letzten Jahren erreicht werden konnte.
Geschäftsführer ist seit 2013 Dominic Möckli.
Die Umsatzentwicklung ab 2013 war durchaus positiv. 2014 konnte der Umsatz um 0,5 Prozent auf 317 Millionen Schweizer Franken erhöht werden. 2016 gab der Mutterkonzern bekannt, dass sich der Umsatz von 2015 im Vergleich zum Vorjahr um 2,2 Prozent gesenkt hat. Nachdem bereits in den Jahren 2019 und 2020 Tests für den Verkauf an Private liefen, wurde diese Möglichkeit 2021 definitiv eingeführt.

## Standorte
TopCC unterhält 11 Standorte in der Deutschschweiz. Der Hauptsitz der TopCC AG ist St. Gallen.
- TopCC Buchs
- TopCC Diessenhofen
- TopCC Hendschiken
- TopCC Kriens
- TopCC Muri bei Bern
- TopCC Rothrist
- TopCC Rümlang
- TopCC Sihlbrugg
- TopCC St. Gallen
- TopCC Winterthur
- TopCC Zuzwil